# カナダによる宣戦布告
カナダによる宣戦布告（カナダによるせんせんふこく）は、カナダ政府が相手国との戦争状態の存在を正式に宣言することである。カナダの内閣の助言による国王大権の行使であり、カナダ議会による直接の承認は不要だが、政府が承認を求めることも可能である。カナダは1931年のウェストミンスター憲章の下で宣戦布告する権限を得たが、実際に宣戦布告したのは第二次世界大戦下のみである。

## 第二次世界大戦

### ナチス・ドイツ

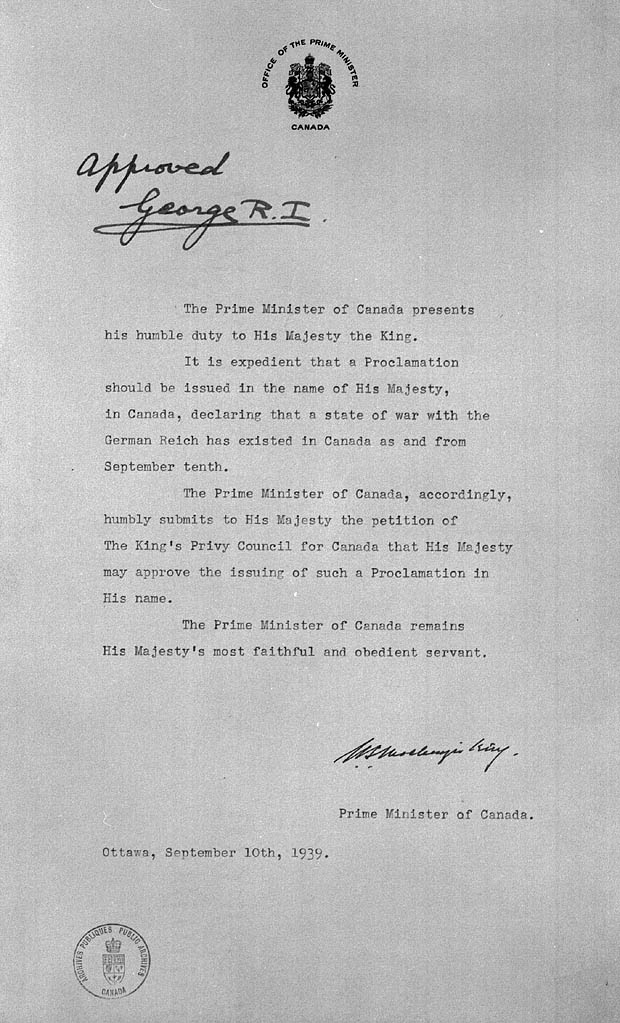
マッケンジー・キング首相によるイギリス国王ジョージ6世への対独宣戦布告の承認要請書（1939年9月10日）

1939年9月1日にナチス・ドイツがポーランドに侵攻すると、9月3日にイギリスとフランスがドイツに宣戦布告した。すでに1931年のウェストミンスター憲章により成立していたものの、カナダがイギリスからの独立を主張するために、カナダの政治指導者は議会に宣戦布告の承認を求めた。議会は10月2日まで再開される予定ではなかったが、9月7日に再開され、宣戦布告に関する議論が行われた。
9月9日、庶民院と元老院が宣戦布告の権限を承認し、内閣は枢密院勅令を起草した。Vincent Masseyは、イギリス国王ジョージ6世に文書を奉呈し、国王が署名して、カナダの対独宣戦布告が正式に発効した。戦争努力のための政府の公式な記録者としての能力について、Leonard Brockingtonは次のように言及した。

### イタリア
1940年6月10日、イタリア王国は、イギリスとフランスに宣戦布告した。その日、カナダの国防大臣Norman McLeod Rogersが航空事故で亡くなった。同日、カナダ議会の両院が宣戦布告を承認し、内閣が起草し、国王に奉呈され、翌日、首相により読み上げられた。

### フィンランド・ハンガリー・ルーマニア
カナダ議会は1941年11月14日に休会し、1942年1月21日まで再開される予定はなかったが、1941年12月6日、ソビエト連邦の催促でイギリスがフィンランドに宣戦布告すると、イギリスの催促で、翌日にカナダの内閣がフィンランド、ハンガリー、ルーマニアに宣戦布告した。

### 日本
1941年12月7日（日本時間12月8日）、大日本帝国が香港とマレーに侵攻し、真珠湾を攻撃して、宣戦布告なしにイギリス、カナダ、アメリカ合衆国と開戦した。その日の夜にマッケンジー・キング内閣が対日開戦を決断すると、宣戦布告を起草して、翌日に宣言し、カナダは対日戦争に突入した。1日遅れて、アメリカ合衆国とイギリスもまたそれぞれ対日宣戦布告を行った。これらの宣言は、マッケンジー・キングにより1942年1月21日に再開した議会に提出された。